# Thundra
Thundra est une anti-héroïne évoluant dans l'univers Marvel de la maison d'édition Marvel Comics. Créé par le scénariste Roy Thomas et le dessinateur John Buscema, le personnage de fiction apparaît pour la première fois dans le comic book Fantastic Four (vol. 1) #129 en décembre 1972.
Le personnage est une guerrière puissante aux cheveux roux, issue d'un futur avancé où les femmes ont pris le pouvoir.
Thundra a été classée à la 62e place de la liste des « 100 femmes les plus sexy des comics » par le Comics Buyer's Guide.

## Biographie du personnage
Thundra vient d'un futur alternatif, dans un XXIIIe siècle où les Fémizones, des guerrières semblables à des Amazones, ont pris le pouvoir sur Terre qu'elles ont rebaptisé « Femizonia ».
Elle est l'une des plus puissantes Fémizones, génétiquement améliorée et entraînée dès son plus jeune âge au combat et à la stratégie militaire.
Elle est envoyée au XXe siècle pour affronter l'homme considéré comme le plus puissant combattant de la planète : la Chose, afin d'écrire son nom dans l'histoire et permettre la fin de la guerre entre les Fémizones et les combattants de Machus, des extraterrestres machistes.
Elle rejoint temporairement les Terrifics afin de pouvoir affronter les Quatre Fantastiques, mais une fois son duel avec la Chose terminé et remporté, elle abandonne le groupe de vilains et se range aux côtés des Quatre Fantastiques. Elle reste longtemps aux côtés du groupe, développant une relation forte avec la Chose.
Elle s'associe ensuite avec Miss Hulk, la Femme invisible et la Valkyrie pour former le groupe de super-héroïnes : les Libératrices (en) (Lady Liberators). Elles ont notamment affronté le Hulk Rouge.

## Pouvoirs, capacités et équipement
Thundra a subi une thérapie génique afin d'améliorer ses capacités physiques, lui donnant notamment une force surhumaine et une résistance surhumaine aux dommages. La thérapie a aussi amélioré ses réflexes, sa vitesse et son endurance, qui sont aux limites supérieures des capacités humaines.
En complément de ses pouvoirs, elle a suivi un entraînement physique intense dans sa jeunesse, ce qui lui permet désormais de gérer la douleur. Rompue au combat à mains nues, elle maîtrise aussi l'escrime.
- Thundra possède une force surhumaine lui permettant de soulever (ou d'exercer une pression équivalente à) 60 tonnes[1].
- Elle possède aussi une résistance surhumaine aux blessures, pouvant encaisser les coups de la Chose, voire l'impact de balles de petit calibre sans être blessée ou subir de marques[1].

Son arme de prédilection est une chaîne métallique lestée, qu'elle porte habituellement attachée à son avant-bras gauche.

## Versions alternatives
En 2008, dans le one-shot Hulk: Raging Thunder de Jeff Parker et Mitch Breitweiser, une version alternative de Thundra voyage dans le temps pour récupérer des échantillons de cellules de Hulk.
De retour à son époque, des scientifiques l'inséminent avec les cellules de Hulk. La guerrière donne naissance à une fille, Lyra, qui possède des capacités physiques accrues similaires à Hulk ou à Miss Hulk. Elle utilise d'ailleurs le nom de code de cette dernière.

## Analyse et réception critique
Comme Mantis, Power Girl et d'autres super-héroïnes libérées qui ont fait suite au mouvement de libération des femmes des années 1960, Thundra est un stéréotype de la « super-garce ». Elle se lance souvent dans une guerre des sexes en affirmant sa supériorité féminine. Le personnage peut être également considéré comme un stéréotype de la guerrière amazone, engendré dans les comics par Wonder Woman.
Ce genre de personnage est souvent à la limite entre le modèle féminin fort et le fantasme masculin de la femme dominatrice.

## Apparitions dans d'autres médias
Sauf indication contraire, les informations mentionnées dans cette section peuvent être confirmées par la base de données cinématographiques IMDb,  présente dans la section « Liens externes ».

### Télévision
- 2012 - 2017 : Ultimate Spider-Man (série d'animation) - doublée en version originale par Tara Strong. Thundra est un membre des Terrifics [10].

### Jeux vidéo
- 2012 : Marvel: Avengers Alliance, disponible sur Facebook[11].